# بلانش یورکا
بلانش یورکا (انگلیسی: Blanche Yurka؛۱۸ ژوئن ۱۸۸۷-۶ ژوئن ۱۹۷۴) یک هنرپیشه و کارگردان اهل ایالات متحده آمریکا بود.

## فیلم‌شناسی
- تاکسی (۱۹۵۳)
- الهه‌های انتقام (۱۹۵۰)
- جنوبی (۱۹۴۵)
- پل سن لوئیس ری (۱۹۴۴)
- داستان دو شهر (۱۹۳۵)